# Khemis Sidi Yahya
Khemis Sidi Yahya (franska: Khemis Sidi Yahya (CR), Khemis Sidi Yahya (Commune Rurale), arabiska: أم عزة) är en kommun i Marocko.   Den ligger i provinsen Khémisset och regionen Rabat-Salé-Kénitra, i den norra delen av landet, 60 km öster om huvudstaden Rabat. Antalet invånare är 6 562.